# Yuca (humorista)
Enrique Eduardo Espejo Peña (Barranca, 22 de abril de 1951), conocido por su seudónimo Yuca, es una figura de entretenimiento peruana que saltó a la fama por su participación en los programas humorísticos del comediante e imitador Jorge Benavides.

## Primeros años
Enrique Eduardo Espejo Peña nació el 22 de abril de 1951 en Barranca, proveniente de una familia de clase media baja. A los quince años, se muda a la capital peruana Lima para estudiar la carrera de relaciones públicas y a la par, dedicarse a su trabajo como jefe de ahorros en el extinto Banco Hipotecario del Perú, donde prestaría servicio durante diez años.

## Trayectoria
Comenzó su carrera artística allá por 1980, cuando Espejo estaba buscando su tesis de relaciones públicas, relacionados con los comerciales de televisión, hasta que apareció el actor y cómico Tulio Loza para incluirlo en su programa recurrentemente. Meses después, comienza su participación en el espacio de comedia peruana Risas y salsa bajo el nombre artístico de «Cara de Yuca» o simplemente «Yuca», apodo dado por el actor cómico Adolfo Chuiman por su color de piel y conocería años más tarde al comediante peruano Jorge Benavides, con quién participaría en el proceso de sus programas relacionados al humor. Durante su estadía en el programa, fue en el año 1987 cuando fue partícipe del segmento del cobrador y los pasajeros, la cual Espejo interpreta a un vendedor que exponía sus productos y éste recibiría unos golpes por el trabajador del microbús hasta siendo llevado con engaños.
Tras renunciar a Risas y salsa, Espejo alcanzó a la fama en 1990 cuando se suma al reparto de los programas cómicos JB el imitador y JB noticias a partir de 1994 volviendo a trabajar con Benavides. Gracias a su desempeño, se convirtió años más tarde en el personaje soporte de su elenco. Uno de los segmentos más recordados del último espacio del mencionado comediante fue en la parodia de «Rambo», donde Benavides interpreta a John Rambo, protagonista de la película homónima y Espejo a un hombre común y corriente, la cual este último sería golpeado por el famoso personaje de acción[cita requerida] y en «La jugada polémica» donde Benavides interpretaba a Horacio Baldessari y Yuca como el espectador del dicho segmento, la cual Espejo recibiría unos puñetazos y patadas por parte del popular «Pepa» y sus panelistas.
Con el pasar del tiempo, Yuca inició su etapa de colaboraciones con Benavides participando en diferentes programas cómicos como La paisana Jacinta (1999-2002; 2005; 2014), El wasap de JB (2017-2021), JB en Willax (2016-2017) y JB en ATV (2021; 2022-2023; 2023-2025) siendo este último en emisión. 
Tras el final de la segunda etapa de La paisana Jacinta titulada simplemente como Jacinta, anunció su retiro de la televisión en 2005.[cita requerida] Espejo volvió después de 6 años, siendo anunciado para ser parte del elenco del programa cómico Risas y salsa: Nueva generación en el año 2011 al lado de Alfredo Benavides y Fernando Farrés por poco tiempo, y retomó su trabajo con Benavides ese año en el espacio televisivo El especial del humor manteniéndose hasta su último año en 2014.[cita requerida] Además, anunció su retiro de los teatros en 2013 para dedicarse mayormente a su trabajo televisivo y participó en las películas La paisana Jacinta en busqueda de Wasaberto[cita requerida] y Asu mare 2 en los años 2017 y 2015 respectivamente, donde interpretaba como su personaje cómico.[cita requerida]

## Vida personal
Espejo fue víctima de una explosión en El circo de la paisana Jacinta en el año 2015, mientras estaba con su hijo en el dicho evento, que fue realizado en el distrito de San Juan de Lurigancho la cual junto a 11 heridos fue trasladado a un hospital siendo dado de alta días después. Según las noticias, la banda criminal «Los malditos de Bayóvar» fue la causante de los hechos.
Años después en 2019, Espejo fue denunciado por tocamientos indebidos a su excompañera de trabajo, la actriz cómica peruana Clara Seminara, escándalo que mancharía su propia carrera artística y el retiro de Seminara y del comediante Job Mansilla del espacio El wasap de JB. Entró a juicio en los años siguientes y fue sentenciado por el Poder Judicial del Perú a tres años de prisión suspendida debido a los hechos en mayo del 2023, tras perder el caso a favor de ella, aunque al ser en primera instancia apeló.
En entrevista para el diario Trome, Espejo señalo que sufrió acoso sexual en la escuela secundaria por parte de su profesor de inglés.
En marzo del 2025, las cámaras de seguridad en el distrito de Lince, el cual recurrentemente frecuentaba, captan imágenes en las que sufre una caída que causó una fractura grave del cráneo, producto del estado de ebriedad en el que estaba. Actualmente está bajo pronóstico reservado. Jorge Benavides indicó que el cómico no regresará a trabajar en su programa debido a su estado de salud.

## Créditos

### Televisión
| Año       | Título                          | Papel        | Emisión                 | Ref.             |
| --------- | ------------------------------- | ------------ | ----------------------- | ---------------- |
| 1980-1990 | Risas y salsa                   | Actor cómico | Panamericana Televisión | [ 1 ]            |
| 1990-1993 | JB el imitador                  | Actor cómico | ATV                     | [ 1 ]            |
| 1994-2001 | JB noticias                     | Actor cómico | Frecuencia Latina       | [ 1 ]            |
| 1999-2002 | La paisana Jacinta              | Actor cómico | Frecuencia Latina       | [ 1 ]            |
| 2005      | La paisana Jacinta              | Actor cómico | Frecuencia Latina       | [cita requerida] |
| 2014      | La paisana Jacinta              | Actor cómico | Frecuencia Latina       | [cita requerida] |
| 2004      | Los inimitables                 | Actor cómico | Frecuencia Latina       | [cita requerida] |
| 2011      | Risas y salsa: Nueva generación | Actor cómico | Panamericana Televisión | [ 18 ]           |
| 2011-2014 | El especial del humor           | Actor cómico | Frecuencia Latina       | [ 19 ]           |
| 2016-2017 | JB en Willax                    | Actor cómico | Willax Televisión       | [cita requerida] |
| 2017-2019 | El wasap de JB                  | Actor cómico | Latina Televisión       | [cita requerida] |
| 2021      | JB en ATV                       | Actor cómico | ATV                     | [cita requerida] |
| 2022-2023 | JB en ATV                       | Actor cómico | ATV                     | [ 8 ] [ 20 ]     |
| 2023-2025 | JB en ATV                       | Actor cómico | ATV                     | [ 8 ] [ 20 ]     |

### Cine
| Año  | Título                                      | Papel  | Ref.             |
| ---- | ------------------------------------------- | ------ | ---------------- |
| 2015 | Asu mare 2                                  | «Yuca» | [ 11 ]           |
| 2017 | La paisana Jacinta en búsqueda de Wasaberto | «Yuca» | [cita requerida] |